# Марианна Виктория Испанская
Марианна Виктория Испанская (31 марта 1718, Мадрид — 15 января 1781, Дворец Ажуда) — испанская инфанта, старшая дочь Филиппа V Испанского и Изабеллы Фарнезе, супруга португальского короля Жозе I. В возрасте четырех лет была обручена с молодым Людовиком XV. Брак не состоялся по причине юного возраста невесты. В последние месяцы жизни Жозе I она также была регентом Португалии при своей дочери, а в годы правления Марии была её советником.

## Биография
Марианна Виктория родилась в Королевском Алькасаре в Мадриде и была названа в честь своей бабки по отцу Марии Анны Виктории Баварской, жены Великого Дофина. Её отец Филипп V, внук Людовика XIV, получил испанский трон в 1700 году. На момент рождения Марианна Виктория была пятой в линии престолонаследников после сводных братьев инфанта Луиса, инфанта Фердинанда, инфанта Педро и родного брата инфанта Карла. Будучи принцессой Испании, имела право носить титул Её Королевское Высочество.

## Помолвка с Людовиком XV
После завершения войны четверного альянса Франция и Испания решили обозначить примирение помолвкой инфанты Марианны Виктории и молодого Людовика XV. Организованная Филиппом II Орлеанским помолвка десятилетнего Людовика XV была лишь частью плана по сближению с Испанией — кроме неё планировалось бракосочетание испанского инфанта Луиса и дочери самого Филиппа II Орлеанского Луизы Елизаветы и обручение другой дочери Филиппа Филиппины Елизаветы с инфантом Карлом.
Луи де Рувруа Сен-Симон, французский посол при дворе Филиппа V, попросил руки Марианны Виктории 25 ноября 1721 года. «Обмен» принцессами (Марианна Виктория отправилась во Францию, а Луиза Елизавета Орлеанская в Испанию) произошёл на Острове Фазанов, совместном владении Испании и Франции. Это было то же место, где в 1660 году впервые встретились их общие предки Людовик XIV и Мария Терезия Испанская.
Марианна Виктория прибыла в Париж 2 марта 1721 года, по случаю чего в Лувре были устроены пышные празднества. Юную инфанту прозвали l’infante Reine («Королева-Инфанта»), так как пара не могла пожениться до тех пор, пока невеста не повзрослеет. Марианна Виктория очень боялась своего жениха и была очень популярна при дворе, в отличие от короля, который избегал её общества.

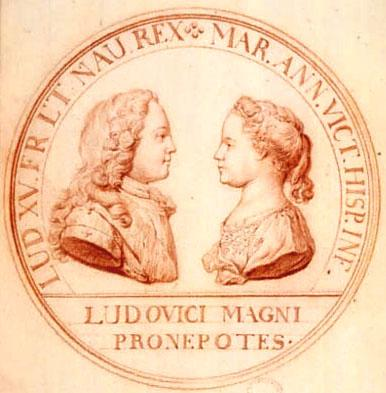
Медаль с изображением Людовика XV и Марианны Виктории

По словам матери регента Елизаветы Шарлотты Пфальцской, Марианна Виктория была «самой милой и самой прекрасной малышкой» и была достойна уважения даже в её возрасте. Образование инфанты было поручено Марии Анне де Бурбон, старшей узаконенной дочери Людовика XIV. В феврале 1723 года Людовик XV достиг совершеннолетия и стал править самостоятельно.
Под влиянием премьер-министра Луи-Анри де Бурбона и своей любовницы Мадам де При, 11 марта 1725 года король принял решение отослать семилетнюю Марианну Викторию обратно в Испанию. Луи-Анри де Бурбон желал усилить своё влияние на короля и предложил свою сестру Генриетту Луизу в качестве потенциальной жены монарха. Обстановка усложнилась тем, что в Испании, после всего семимесячного правления, скончался король Луис I. Испанский двор отказался содержать вдову короля, брак с которой не был консуммирован, и выслал Луизу Елизавету Орлеанскую и её сестру Филиппину Елизавету. Марианна Виктория покинула Версаль 5 апреля 1725 года и направилась к границе, где её снова «обменяли» на французских принцесс.
Людовик XV в сентябре 1725 года женился на Марии Лещинской, а в 1745 году сестра Марианны Виктории инфанта Мария Тереза вышла замуж за сына Людовика XV Людовика Фердинанда.

## Брак с Жозе I
Возвращение инфанты на родину было воспринято как недружественный шаг со стороны Франции и отношения между двумя странами охладились. Оставаясь незамужней, Марианна Виктория все ещё была претенденткой на трон Испании, но была отодвинута в очереди рожденным в 1720 году инфантом Филиппом.
По слухам, Марианна Виктория была одной из возможных претенденток на роль жены российского императора Пётра II. Переговоры с Португалией начались в 1727 году. И ещё одна двойная свадьба была запланирована. Марианна Виктория должна была выйти замуж за инфанта Жозе, сына и наследника короля Жуана V, а её старший брат Фердинанд должен был взять в жены сестру инфанта Жозе инфанту Барбару.
Марианна Виктория вышла замуж за принца Бразильского 19 января 1729 года в Португалии, а принц Астурийский женился на Барбаре Браганса в тот же день, но в Бадахосе, Испания. Со дня свадьбы до момента, когда её муж был назван королём, она носила титул Её Королевское Высочество принцесса Бразильская.
Очень скоро молодожёны сблизились. Пара наслаждалась охотой и музыкой — Марианна Виктория была неплохой певицей — покровительствовали итальянским оперным певцам, театру, но оба были глубоко религиозны. Несмотря на это, Марианна Виктория родила мужу восьмерых детей, четверо из которых дожили до взрослого возраста:
- Мария I (1734—1816),
- Мария Анна Франциска (1736—1813),
- Мария Франциска Доротея (1739—1771),
- Мария Франциска Бенедикта (1746—1829).

Её старшая дочь инфанта Мария получила титул Принцессы де Бейра, как наследница своего отца. Две из дочерей Марианны Виктории остались незамужними. Её дочь инфанта Марианна Франциска была потенциальной невестой дофина Франции Людовика Фердинанда, но помолвка не состоялась, так как сама Марианна Виктория была против. Когда Филипп Эгалите сделал предложение другой её дочери, инфанте Доротее, королева снова выступила против. Младшая дочь, инфанта Бенедита вышла замуж за своего племянника, внука Марианны Виктории. Этот брак был организован самой Марианной Викторией после смерти её мужа.

## Королева, регент, вдова
После смерти в 1750 году свекра Марианны Виктории, короля Жуана V, её муж стал правителем Португальской Империи, включающей обширные территории в Южной Америке. Правление её мужа было сильно подвержено влиянию Себастьяна Жозе Помбала, любимца королевы-матери. Жозе I очень скоро предоставил управление страной Помбалу, который использовал своё влияние, чтобы нейтрализовать влияние церкви на португальский двор.
Правление её мужа печально известно разрушительным землетрясением 1755 года, в котором погибли более 100 000 горожан. Землетрясение вызвало у Жозе I обострение клаустрофобии, который больше никогда не чувствовал себя в безопасности, будучи окруженным стенами. Как следствие, король перевез весь двор в комплекс палаток на холмах Ажуда. Восстановлением разрушенного Лиссабона занимался Помбал.
В 1759 году разразился страшный скандал, известный как дело Тавора, когда члены влиятельного семейства Тавора были обвинены в попытке вооруженного нападения на Жозе I, во время которого короля ранили в руку. Фактический правитель Португалии Помбал приказал казнить практически всех членов злополучной семьи. Лишь вмешательство Марианны Виктории и инфанты Марии позволило сохранить жизнь нескольким женщинам и детям Тавора.
После череды перенесенных инфарктов муж Марианны Виктории Жозе I назначил её регентом, то есть поставил во главу государства. Марианна Виктория оставалась у власти вплоть до кончины мужа 24 февраля 1777. Но даже когда её дочь Мария заняла трон, Марианна Виктория принимала активное участие в политической жизни страны, оставаясь советницей новой королевы. Бывший фаворит Помбал был сослан в провинцию сразу же после вступления Марии на престол.
Марианна Виктория воспользовалась влиянием на дочь, чтобы наладить отношения между Португалией и Испанией, у которых были территориальные споры в Новом Свете. 27 октября 1777 года она отправилась ко двору своего брата Карла III и провела в Мадриде более года. За это время Марианна Виктория помогла уладить разногласия и устроить помолвку своих внуков с внуками брата: инфанта Мария Виктория Португальская должна была выйти замуж за испанского инфанта Габриеля, а внучка Карла III Карлота Хоакина стать женой сына королевы Марии Жуана.

## Кончина
В августе 1777 года внезапный приступ ревматизма заставил королеву-мать начать пользоваться инвалидным креслом. После её возвращения в Португалию в ноябре 1777 года врачи также обнаружили у неё болезнь сердца. Марианна Виктория скончалась 17 января 1781 года в Королевском дворце Ажуда. Похоронена в монастыре Сан-Висенте-де-Фора.